# Cometas por el cielo - En directo desde América
Cometas por el cielo - En directo desde América es el segundo CD-DVD en directo de la banda donostiarra, La Oreja de Van Gogh precedido por La Oreja de Van Gogh en directo, gira 2003. Recoge algunos temas de una de las giras más exitosas en España e Hispanoamérica, aunque también le ha llevado a otros países, llegando a actuar en lugares como Manhattan y Londres. Además de recoger los nuevos temas del disco, el CD-DVD incluye exitosas canciones de discos anteriores, aunque bien es cierto, que no tantas como se esperaba, pues sólo se incluyen 15 canciones, de más de 25 que suelen tocar en cada concierto. 
Tanto el audio como el vídeo, fueron grabados en México, y en Tucumán, Argentina. Este último, paraíso que promocionaron, y en el que rodaron su videoclip de la canción «Día cero».
Salieron varios formatos, uno de ellos de edición limitada de tan sólo 500 unidades, que únicamente podía ser adquirido mediante la página del grupo. Este formato, incluye contenidos inéditos.
El 18 de septiembre de 2012, La Oreja de Van Gogh publica Cometas por el cielo en directo desde América, un CD+DVD Edición Especial de lujo del álbum Cometas por el cielo grabado en directo en América. El CD contiene 15 canciones, de las que diez se grabaron en vivo en México (Pepsi Center) durante la gira de la banda española en ese país el pasado mes de mayo presentando su último disco. Las otras cinco se han grabado, también en directo, en las ruinas Quilmes, en Tucumán (Argentina), un lugar emblemático para el pueblo argentino. El DVD contiene diez canciones grabadas en directo en el Pepsi Center de México DF, una entrevista y un concierto único y especial con 14 canciones grabado en las ruinas Quilmes.
El CD+DVD Cometas por el cielo en directo desde América recoge la grabación en directo de lo mejor del repertorio del álbum de estudio Cometas por el cielo (n.º 1 en España con más de 50 semanas de permanencia en la lista de los más vendidos y Disco de Platino) y algunas de las grandes canciones de su carrera (La playa, Muñeca de trapo, Rosas, El último vals...), mostrando el impresionante momento por el que atraviesa el grupo.
Es el reflejo en directo en América de Cometas por el cielo, uno de los mejores álbumes de La Oreja de Van Gogh y que ha supuesto un cambio de inflexión hacia un sonido más actual, con un directo arrollador que la banda ha paseado por medio planeta con conciertos en Estados Unidos, Reino Unido, México, Argentina, Chile, Perú, Venezuela, Colombia, Panamá, Ecuador y, por supuesto, España, en una de las giras más extensas de los últimos años de un artista español. 
Las ventas del CD+DVD se suman a las del álbum de Cometas por el cielo, y en la primera semana de la publicación del CD+DVD se colocaron en la posición número 9, entrando de nuevo en el top.10 de los álbumes más vendidos en España.
El CD+DVD Cometas por el cielo en directo desde América, grabado en México y Argentina, se lanza en digipack en la edición física con un libreto de 16 páginas en la tirada inicial. Las canciones que contiene son:

## CD + DVDCometas por el cielo - En directo desde América
CD
- 01 Intro/Día cero (directo México) - 7:02
- 02 Las noches que no mueren (directo México) - 4:05
- 03 París (directo México) - 5:11
- 04 Mi calle es Nueva York (directo México) - 3:16
- 05 La playa (directo México) - 5:05
- 06 Paloma blanca (directo México) - 4:40
- 07 Muñeca de trapo (directo México) - 4:06
- 08 Jueves (directo México) - 5:50
- 09 La niña que llora en tus fiestas (directo México) - 4:00
- 10 Cometas por el cielo (directo México) - 5:36
- 11 Promesas de primavera (directo Argentina) - 3:01
- 12 El tiempo a solas (directo Argentina) - 3:31
- 13 Rosas (directo Argentina) - 3:55
- 14 El último vals (directo Argentina) - 3:22
- 15 Inmortal (directo Argentina) - 4:01

DVD
- 01 Intro/Día cero (directoMéxico)
- 02 Las noches que no mueren (directo México)
- 03 París (directo México)
- 04 Mi calle es Nueva York (directo México)
- 05 La playa (directo México)
- 06 Paloma blanca (directo México)
- 07 Muñeca de trapo (directo México)
- 08 Jueves (directo México)
- 09 La niña que llora en tus fiestas (directo México)
- 10 Cometas por el cielo (directo México)
- 11 El último vals (directo Argentina)
- 12 Día cero (directo Argentina)
- 13 Rosas (directo Argentina)
- 14 El tiempo a solas (directo Argentina)
- 15 Promesas de primavera (directo Argentina)
- 16 París (directo Argentina)
- 17 Mi calle es Nueva York (directo Argentina)
- 18 Inmortal (directo Argentina)
- 19 Jueves (directo Argentina)
- 20 Muñeca de trapo (directo Argentina)
- 21 La playa (directo Argentina)
- 22 Paloma blanca (directo Argentina)
- 23 La niña que llora en tus fiestas (directo Argentina)
- 24 Cometas por el cielo (directo Argentina)

## DVDCometas por el cielo - En directo desde Argentina
Además del lanzamiento el 18 de septiembre del CD+DVD Cometas por el cielo - en directo desde América, se publica de forma simultánea una edición en DVD que, con el título Cometas por el cielo - en directo desde Argentina y grabado en las ruinas Quilmes de Tucumán, contiene un making of del concierto, el videoclip de «Día cero» y las siguientes canciones:
- 01 El último vals
- 02 Día cero
- 03 Rosas
- 04 El tiempo a solas
- 05 Promesas de primavera
- 06 París
- 07 Mi calle es Nueva York
- 08 Inmortal
- 09 Jueves
- 10 Muñeca de trapo
- 11 La playa
- 12 Paloma blanca
- 13 La niña que llora en tus fiestas
- 14 Cometas por el cielo

Junto a estos dos lanzamientos, aparece también una edición D2C que sólo se puede adquirir a través de la web del grupo y que contiene el CD+DVD Cometas por el cielo en directo desde América más un CD con los siete remixes de Cometas por el cielo en una tirada numerada y limitada a 500 unidades. 
Las dos ediciones (Cometas por el cielo en directo desde América y Cometas por el cielo en directo desde Argentina) está previsto que se publiquen en América Latina a partir de octubre de 2012.
- Datos: Q5778977